# 1991 NP2
1991 NP2 är en asteroid i huvudbältet som upptäcktes den 14 juli 1991 av den amerikanske astronomen Henry E. Holt vid Palomarobservatoriet.
Asteroiden har en diameter på ungefär 4 kilometer.